# Diócesis de Butuán
La diócesis de Butuán (en latín: Dioecesis Butuanensis, en inglés: Roman Catholic Diocese of Butuan y en cebuano: Diyosesis sa Butuan) es una circunscripción eclesiástica de la Iglesia católica en Filipinas. Se trata de una diócesis latina, sufragánea de la arquidiócesis de Cagayán de Oro. Desde el 25 de marzo de 2019 su obispo es Cosme Damian Racines Almedilla.

## Territorio y organización
La diócesis tiene 3429 km² y extiende su jurisdicción sobre los fieles católicos de rito latino residentes en la provincia de Agusan del Norte en la región de Caraga de la isla de Mindanao.
La sede de la diócesis se encuentra en la ciudad de Butuán, en donde se halla la Catedral de San José.
En 2024 en la diócesis existían 27 parroquias.

## Historia
La diócesis fue erigida el 20 de marzo de 1967 mediante la bula Eodem officio fungentes del papa Pablo VI, obteniendo el territorio de la diócesis de Surigao.
El 15 de octubre de 2024 cedió una porción de su territorio (la provincia de Agusan del Sur) para la erección de la diócesis de Prosperidad por el papa Francisco.

## Estadísticas
Según el Boletín de la Santa Sede la diócesis tenía a fines de 2024 un total de 490 326 fieles bautizados.
| Año                                                                             | Población            | Población | Población      | Sacerdotes | Sacerdotes    | Sacerdotes    | Bautizados por sacerdote | Diáconos permanentes | Religiosos | Religiosos | Parroquias |
| Año                                                                             | Bautizados católicos | Total     | % de católicos | Total      | Clero secular | Clero regular | Bautizados por sacerdote | Diáconos permanentes | Varones    | Mujeres    | Parroquias |
| ------------------------------------------------------------------------------- | -------------------- | --------- | -------------- | ---------- | ------------- | ------------- | ------------------------ | -------------------- | ---------- | ---------- | ---------- |
| 1970                                                                            | 421 705              | 469 239   | 89.9           | 30         | 6             | 24            | 14 056                   |                      | 25         | 13         | 14         |
| 1980                                                                            | 532 800              | 612 000   | 87.1           | 45         | 19            | 26            | 11 840                   | 1                    | 27         | 31         | 17         |
| 1990                                                                            | 605 000              | 727 000   | 83.2           | 49         | 23            | 26            | 12 346                   |                      | 27         | 37         | 27         |
| 1999                                                                            | 763 019              | 954 563   | 79.9           | 78         | 49            | 29            | 9782                     | 1                    | 51         | 59         | 37         |
| 2000                                                                            | 991 497              | 1 199 521 | 82.7           | 88         | 49            | 39            | 11 267                   |                      | 75         | 59         | 40         |
| 2001                                                                            | 991 497              | 1 199 251 | 82.7           | 91         | 52            | 39            | 10 895                   |                      | 75         | 59         | 40         |
| 2002                                                                            | 1 080 164            | 1 350 205 | 80.0           | 100        | 59            | 41            | 10 801                   |                      | 77         | 59         | 43         |
| 2003                                                                            | 879 735              | 1 166 843 | 75.4           | 91         | 66            | 25            | 9667                     |                      | 57         | 59         | 44         |
| 2004                                                                            | 879 735              | 1 167 624 | 75.3           | 87         | 61            | 26            | 10 111                   |                      | 57         | 59         | 47         |
| 2006                                                                            | 1 013 000            | 1 293 000 | 78.3           | 94         | 55            | 39            | 10 776                   |                      | 74         | 71         | 48         |
| 2012                                                                            | 1 136 000            | 1 441 000 | 78.8           | 101        | 71            | 30            | 11 247                   |                      | 71         | 121        | 52         |
| 2015                                                                            | 1 196 000            | 1 518 000 | 78.8           | 107        | 80            | 27            | 11 177                   |                      | 68         | 100        | 52         |
| 2018                                                                            | 1 255 845            | 1 594 145 | 78.8           | 113        | 80            | 33            | 11 113                   |                      | 74         | 113        | 53         |
| 2021                                                                            | 917 632              | 1 273 168 | 72.1           | 117        | 87            | 30            | 7843                     |                      | 71         | 108        | 53         |
| 2022                                                                            | 947 044              | 1 192 590 | 79.4           | 134        | 97            | 37            | 7067                     |                      | 78         | 109        | 53         |
| 2024                                                                            | 490 326              | 760 413   | 64.5           | 88         | 76            | 12            | 5571                     |                      | 13         | 70         | 27         |
| Fuente: Catholic-Hierarchy, que a su vez toma los datos del Anuario Pontificio. |                      |           |                |            |               |               |                          |                      |            |            |            |

## Episcopologio
- Carmelo Dominador Flores Morelos † (4 de abril de 1967-8 de diciembre de 1994 nombrado arzobispo de Zamboanga)
- Juan de Dios Mataflorida Pueblos † (27 de noviembre de 1995-21 de octubre de 2017 falleció)
- Cosme Damian Racines Almedilla, desde el 25 de marzo de 2019